# Dekrety de Nueva Planta

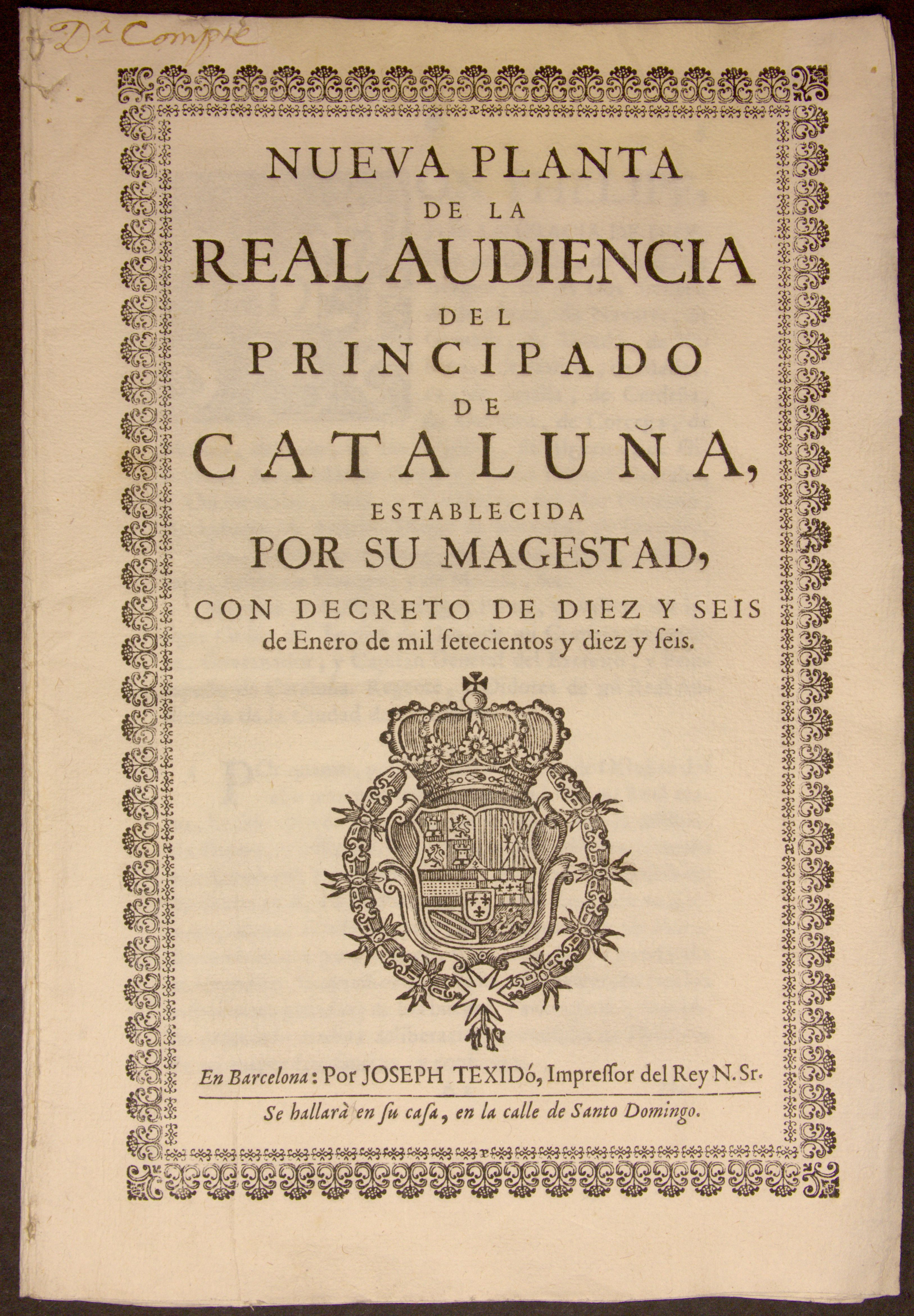
Pierwsza strona Dekretów de Nueva Planta

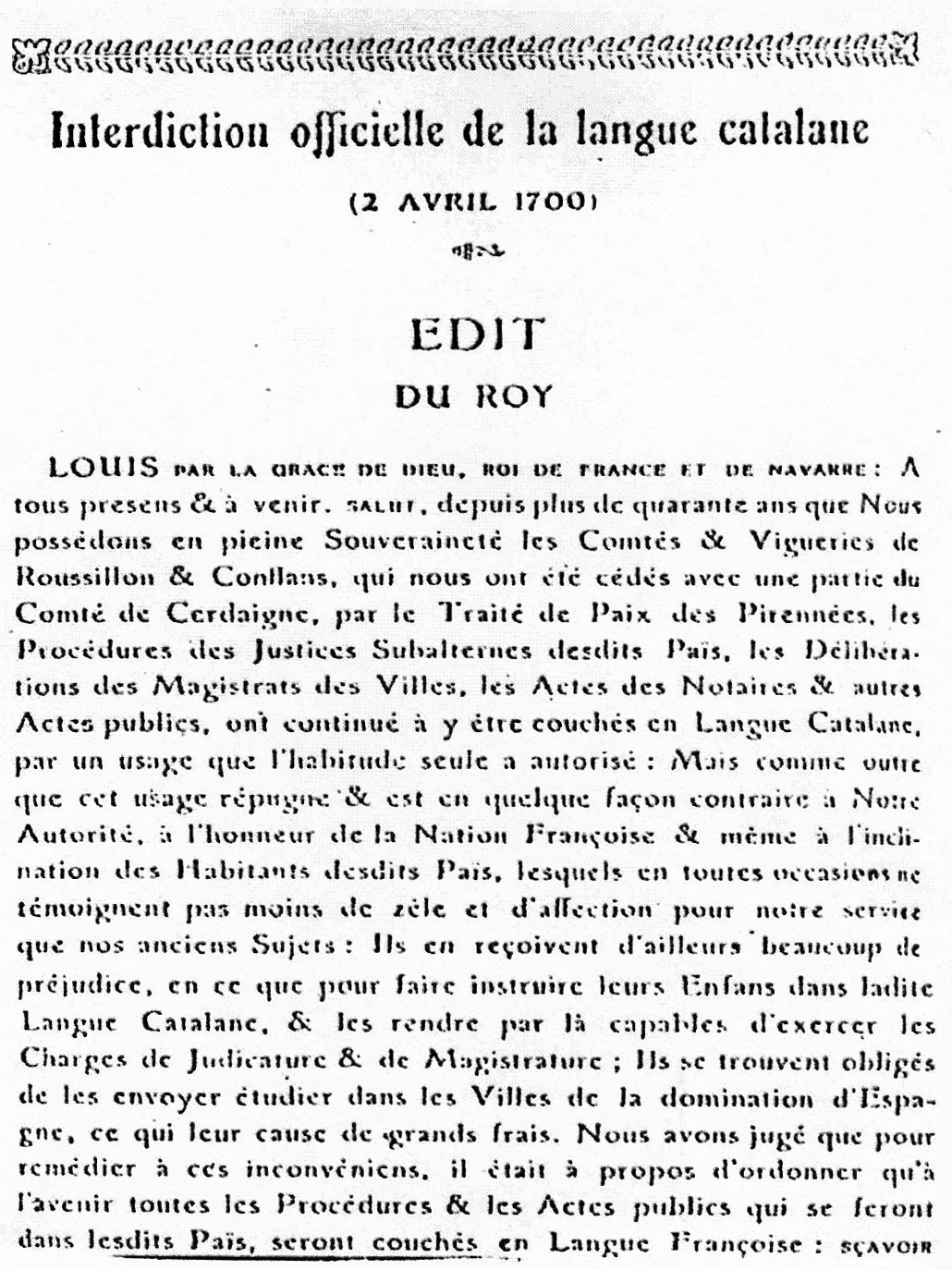
Dekret o zakazie języka katalońskiego

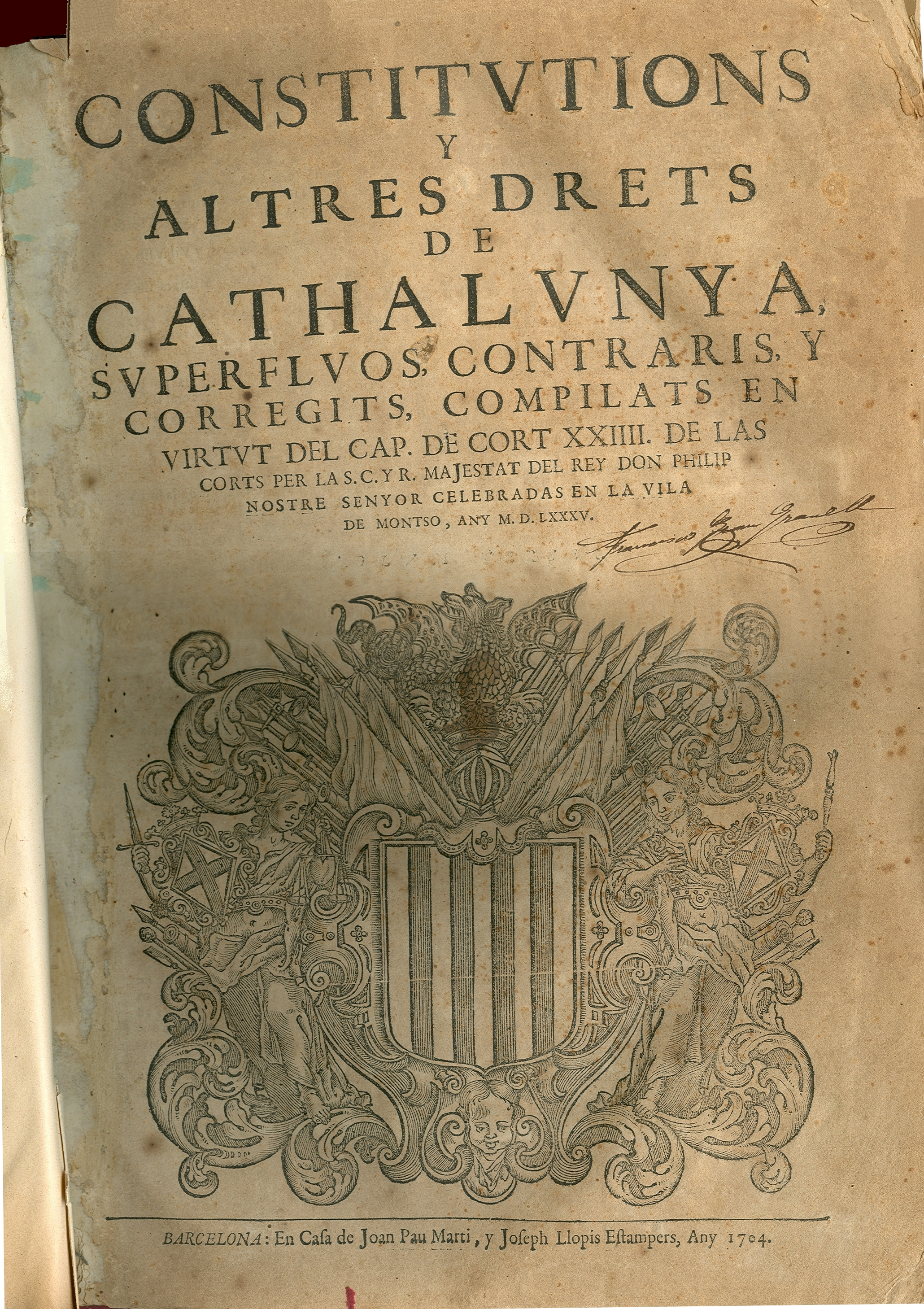
Dekrety de Nueva Planta dokonały faktycznego zniesienia Konstytucji Katalońskiej z 1535

Dekrety de Nueva Planta – zbiór dekretów, poprzez które zmieniono organizację terytorialną Królestwa Hiszpanii i zniesiono prawa fueros królestw Korony Aragonii, które walczyły przeciw Filipowi V Burbonowi w wojnie o sukcesję hiszpańską, w ten sam sposób zmieniono organizację terytorialną w królestwach Koronie Kastylii i anulowano fueros i wolności jej municypiów. Formalnie chodzi o serię Reales Cédulas (królewskich nakazów), przez które ustanowiono „nueva planta” (nowy porządek) terytoriów Korony Aragonii i Koronie Kastylii. Wszystkie one zostały poprzedzone zniesieniem odrębnych instytucji.

## Geneza
Wstąpienie Burbonów na tron hiszpański wywołało gruntowną zmianę pojęcia Państwo: od kiedy Królowie Katoliccy podpisali drugi Traktat z Toros de Guisando, ustalono, że władcy koron hiszpańskich łączą swoje terytoria in persona regis, utrzymując odrębne systemy prawne i rządy. Te osobliwości zostały zachowane z pewnymi modyfikacjami przez Habsburgów. Niestety, ta organizacja pokazała podczas wojny trzydziestoletniej swą niezdolność do funkcjonowania w kraju, który został mocarstwem międzynarodowym. To właśnie przez ten system polityczno-administracyjny zakończyła się definitywnie hegemonia hiszpańska po wojnie o sukcesję hiszpańską wraz z traktatem utrechckim.
Odziedziczywszy domeny Karola II Filip V i jego doradcy, wspierani przez dwór Króla Słońce stawili czoło statusowi prawnemu i administracyjnemu wspomnianych terytoriów, aby przyśpieszyć wprowadzenie wydajnego modelu centralistycznemu Ludwika XIV. Do rozwinięcia tego programu politycznego trzeba było:
- Zunifikować sposoby rządzenia na wszystkich terytoriach: to oznaczało zlikwidowanie wielu instytucji i utworzenie nowych oraz skupienie władzy w rękach monarchy.
- Zunifikować zawartość prawa publicznego i prywatnego, tj. utworzyć wspólny corpus prawny: to oznaczało zniesienie większej części Fueros, systemów prawnych personalnych i przywilejów osób, ludności i terytoriów.
- Wyeliminować przywileje nazywane extranjería: to oznaczało stworzenie jednej narodowości prawnej – hiszpańskiej, która nie rozróżniała już pomiędzy Kastylijczykami i Aragończykami (Portugalia, Niderlandy i Neapol zostały już utracone; Nowy Świat wchodził zaś w skład Korony Kastylii) i wypracowanie systemu sprawowania władzy przez osoby pochodzące z wszystkich posiadłości Królestwa.
- Zreorganizować i zrównać stany społeczne we wszystkich terytoriach: to oznaczało ostateczne zlikwidowanie służebności w Katalonii, ale również utratę praw przez najniższe klasy (plebejskie) kastylijskie i amerykańskie (przede wszystkim przez Indian).
- Utworzyć nowe instytucje rządowe, które będą odpowiadać nowej organizacji: to oznaczało koniec polisynodii hiszpańskiej.

Reformy musiały wypełniać następujące kryteria:
- Zapewnić najwyższą władzę króla. Aby to zademonstrować, np. Filip V nadał „łaskę” utrzymania fueros na obszarach Prowincji Baskońskich i Nawarry.
- Nadać wszystkim poddanym ten sam system prawny.
- Utrzymać, aż do granic możliwości tradycyjne podziały, instytucje i nazwy. W ten sposób Rada Indii, chociaż zachowała swoją nazwę, została jedynie sądem najwyższym do spraw wicekrólestw amerykańskich, co do Praw Indii to wchodziły one w konflikt z prawem kastylijskim.
- Zrealizować jak najmniej możliwie zmian legislacyjnych. Dlatego zreformowano fundamentalnie Królewskie Audiencje i przyjęto prawo kastylijskie jako podstawę, jako że dominowało wśród poddanych króla (stosunek ludności pomiędzy dwoma Koronami był jak 10 do 1 na korzyść Kastylii) i wyeliminowało ono pozostałości średniowiecznego feudalizmu, również dlatego, że było bardziej ujednolicone i przyswoiło całkowicie prawo rzymskie.

## Dekrety de Nueva Planta w Koronie Aragonii
Zostały wydane przez Filipa V Burbona, pretendenta Burbonów do tronu hiszpańskiego, po jego zwycięstwie w wojnie o sukcesję hiszpańską nad Karolem VI Habsburgiem, pretendentem Habsburgów. Korona Aragonii była stronnikiem tego ostatniego, natomiast Królestwo Kastylii i Królestwo Nawarry wsparły kandydata Burbonów. Dekrety de Nueva Planta, z wyjątkiem Doliny Arán, Nawarry i Prowincji Baskońskich, skończyły z tradycją polisynodyczną, którą zachowywali monarchowie habsburscy w przypadku Aragonii, według części historyków dekrety miały za cel ukarać tych, którzy sprzymierzyli się przeciw Burbonom; ale nie wszystkie terytoria Korony Aragonii były przeciw, nie wszystkie zaś obszary Kastylii popierały Burbonów. Zniesiono stare fueros królestw i hrabstw Korony Aragonii (z wyjątkiem Doliny Arán) i wprowadzono nową organizację administracyjną, na podstawie kastylijskiej, zaś język kastylijski został narzucony jako język oficjalny administracji instytucjom, które go nie używały. Te działania naśladowały model centralizmu, który Francja wprowadziła za panowania Franciszka I.
W wyniku bitwy pod Almansa opublikowano 29 czerwca 1707 dekrety dla Królestwa Walencji i Królestwa Aragonii, czego rezultatem było zniesienie części prawa cywilnego Walencji i Aragonii. Ustawa organiczna 1/2006 Statut Autonomii Wspólnoty Walenckiej znosi w tym zakresie dekret de Nueva Planta z 25 maja 1707 i uznaje ponowne wprowadzenie Furs de València.
13 kwietnia 1711 wydano drugi dekret, którym ponownie wprowadzano część prawa aragońskiego, nadając nową organizację (planta) Audiencji Saragossy. W przypadku Aragonii kastylianizacja była dużo łatwiejsza, jako że język aragoński już został zastąpiony przez kastylijski na większej części terytorium i nie używano go w administracji od końca XV wieku, kiedy to został on zastąpiony przez język Kastylii.
Trzeci dekret, przeznaczony dla Królestwa Majorki, opublikowano 28 listopada 1715. Uwzględniał on w dużo większej mierze głos tych, dla których był przeznaczony, powstał na drodze negocjacji.
Czwarty dekret, który dotyczył tylko Księstwa Katalonii, powstał 9 października 1715, ustanawiany przez Real Cédula z datą 16 stycznia 1716. Zniesiono Generalitat de Catalunya, Kortezy Katalońskie i Radę Stu. Poza tym zastąpiono wicekróla kapitanem generalnym, podobnie jak we wszystkich pozostałych królestwach Korony Aragonii, podzielono Katalonię na dwanaście corregidur, tak jak Kastylię, a nie na tradycyjne vegueríe, jednak utrzymano batlles. Ustanowiono kataster obejmujący własność miejską i wiejską, zyski z pracy, handlu i przemysłu. Język kataloński przestał być językiem oficjalnym administracji i został zastąpiony przez kastylijski, wprowadzono go obowiązkowo w szkołach i sądach. Zamknięto uniwersytety katalońskie, które wsparły kandydata Habsburgów, ustanawiając jeden w Cervera, która dotrzymała wierności Filipowi V. Jednak dekret pozostawił prawo cywilne, karne i procesowe, jak również Consulado del Mar.
Dekret z 1716, który znosił instytucje polityczne Katalonii, nie dotyczył ustroju polityczno-administracyjnego Doliny Arán i dlatego nie został włączony do żadnego z nowych corregimientos, na które dzieliła się Katalonia.
Dekrety oznaczały zniesienie istniejącego wcześniej, odrębnego systemu polityczno-administracyjnego Korony Aragonii.

## Dekrety de Nueva Planta w Koronie Kastylii
Podobne dokumenty, także znane jako Dekrety de Nueva Planta, zostały opublikowane w celu reorganizacji Królewskich Audiencji i Królewskich Kancelarii w Koronie Kastylii i na jej terytoriach, od teraz zorganizowanych w prowincje i intendecje, na zawsze zniknęły tradycyjne królestwa. Te dekrety zakończyły polisynodię hiszpańską, system rządów Hiszpanii ustanowiony w czasach Królów Katolickich i oparty na szacunku dla lokalnych tradycji każdego terytorium Korony, czego przejawem było tworzenie Rad (Consejos).
10 listopada 1713 opublikowano Dekret de Nueva Planta, aby zreformować Rady Państwa (Consejo de Estado), Kastylii, Skarbu i Indii (Consejo de Indias), a inny, podobny, z 1714 odnosił się do Rady Wojny. Tą samą normą prawną pozbawiono Radę Państwa wszystkich funkcji, które przeszły na Radę Kastylii, instytucję, do której włączono też, rozwiązaną przez dekret dotyczący Aragonii, Radę Aragonii. Za pomocą tych Dekretów de Nueva Planta lub nowej organizacji przeprowadzono reformę Rady Kastylii, przekształcono ją w nadrzędny organ monarchii, w rodzaj rady rządowej. Reszta rad (Wojny, Indii, Skarbu, Inkwizycji) została pozbawiona większości swoich funkcji. Rada Kastylii straciła w ten sposób swój specyficzny charakter terytorialny.
Efektem wdrożenia Dekretów de Nueva Planta w Koronie Aragonii było zlikwidowanie kortezów królestw. Jako że Kortezy Kastylii nie były już zwoływane, pojawiły się Kortezy Królestwa Hiszpanii, które zostały ekwiwalentem tych kastylijskich i tych aragońskich. Ich funkcje były czysto formalne, zebrały się jedynie pięć razy w XVIII wieku. Zanikła więc legislacja przez Kortezy, prawo tworzyły tylko królewskie rozkazy i dekrety.
Dla królestw kastylijskich te prawa stanowią koniec szczególnie dziwnego systemu złożonego z fueros i wolności municypiów oraz zmianę prawa kastylijskiego w corpus doktrynalny praw dla wszystkich terytoriów Korony. Główna instytucja Korony Kastylii – Rada Kastylii stała się faktycznie rządem Królestwa Hiszpanii. Z drugiej strony zunifikowano obywatelstwo wszystkich terytoriów hiszpańskich, w których wydano dekrety – Aragończycy zyskali takie same prawa i wolności jakie posiadali Kastylijczycy, skończyły się przywileje handlowe i administracyjne Korony Kastylii w stosunku do imperium kolonialnego. Ten proces został ukończony wraz ze zniesieniem (w dekrecie aragońskim) privilegio de extranjería, który zabraniał Kastylijczykowi sprawować urzędy w Aragonii i Aragończykowi w Kastylii.
Reformy dotyczyły także wicekrólestw amerykańskich. Trzy pierwsze dekrety (1717 i 1718) utworzyły Wicekrólestwo Nowej Granady, przeniosły Dom Handlu Indyjskiego Casa de la Contratación de Indias do Kadyksu, wycofano wyłączność Sewilli na handel transatlantycki, zniesiono encomiendę i podzielono wicekrólestwa na gubernatury i kapitanie generalne. W dekrecie z 1719 zreformowano Radę Indii ograniczając jej działanie do sądownictwa, zniesiono Prawa Indii (Leyes de Indias) zastępując je głównie prawem kastylijskim. Efekt zniesienia przywilejów sądowniczych Indian w wicekrólestwach był bardzo szkodliwy dla tych wspólnot, od teraz bezbronnych wobec poczynań Kreolów.

## Skutki
Wprowadzenie serii Dekretów de Nueva Planta zunifikowało jurysdykcyjnie i strukturalnie terytoria pozostające we władaniu króla Hiszpanii. To obejmowało:
- Zlikwidowanie starych królestw i stworzenie podziału na prowincje na Półwyspie oraz przebudowa i podział na gubernatury i kapitanie generalne wicekrólestw w Ameryce.
- Również rząd i skarb Królestwa został zjednoczony (z wyjątkami, które Filip V uczynił dla Basków, Nawarry i Doliny Arán).
- Rada Kastylii (jedynie Kastylii z nazwy) zaczęła pełnić wszystkie funkcje rządu, a z czasem staną się zalążkiem rady ministrów. Reszta rad zredukowała swoją pracę do aspektów sądowniczych, pozbawiono je możliwości współrządzenia.
- Oficjalnie, utworzenie nowych Kortezów Hiszpańskich, naśladujących model kastylijski, do których włączono Kortezy Aragonii i Walencji, a także reprezentację głównych miast Katalonii i Majorki.
- Anulowanie przywilejów handlowych Kastylii w stosunku do Nowego Świata, co umożliwiło rozwój portów w Barcelonie i Walencji ze szkodą dla Sewilli i Kadyksu.
- Zjednoczenie wojska i floty pod jedną flagą.
- Wprowadzenie jednego prawa powszechnego dla wszystkich poddanych, połączone z anulowaniem przywilejów (zawsze gdy wchodziły w konflikt z prawem) i unifikacja hiszpańskiego prawa procesowego.
- Wprowadzenie jednego języka w administracji – kastylijskiego. Pozostały wyjątki w niektórych instytucjach katalońskich i walencjańskich oraz w Sala de Vizcaya (Sala Biskajska) Królewskiej Kancelarii w Valladolid.